# Crocosmia paniculata
Crocosmia paniculata là một loài thực vật có hoa trong họ Diên vĩ. Loài này được (Klatt) Goldblatt miêu tả khoa học đầu tiên năm 1971.